# Rhynchospora dentinux
Rhynchospora dentinux är en halvgräsart som beskrevs av Charles Baron Clarke. Rhynchospora dentinux ingår i släktet småag, och familjen halvgräs. Inga underarter finns listade i Catalogue of Life.